# د بتمن (مجموعه تلویزیونی)
د بتمن (انگلیسی: The Batman) یک مجموعه تلویزیونی پویانمایی است که توسط انیمیشن برادران وارنر و براساس دی‌سی کامیکس ابرقهرمانی بتمن ساخته و تولید شد. انیمیشن سریالی بتمن در تاریخ ۱۱ سپتامبر ۲۰۰۴ میلادی آغاز و در تاریخ ۲۲ مارس ۲۰۰۸ میلادی به پایان رسید. این انیمیشن سریالی، موفق به دریافت ۶ جایزه امی شده‌است و در ۵ فصل ۱۳ قسمتی ساخته شده. همچنین بر اساس این سریال یک انیمیشن سینمایی به نام بتمن علیه دراکولا ساخته شده‌است.
اگرچه این انیمیشن از همان عناصر داستان‌های قبلی بتمن استفاده نموده اما کتاب‌های کامیک را دنبال نمی‌کند. شخصیت‌های این انیمیشن توسط بازیگر ماجراهای جکی چان جف ماتسودا ارائه و طراحی شدند.

## در ایران
- پنج قسمت از فصل اول این سریال توسط انجمن گویندگان جوان در قالب دو جلد به نام‌های بتمن آموزش قدرت و بتمن و مرد خفاشی دوبله و توسط جوانه پویا عرضه شد.
- چهار قسمت هم از فصل اول از این سریال توسط هنر هشتم دوبله و در قالب یک جلد به نام بتمن علیه دلقک و عرضه شد.
- سه قسمت از فصل اول و شش قسمت هم از فصل دوم این سریال، توسط سینماخانه ایرانیان دوبله و در قالب سه جلد به نام‌های بتمن: گربه سیاه و بتمن : سارقین موزه و بتمن : هیولای مرداب عرضه شد.
- دوازده قسمت از فصل سوم این سریال توسط هنر هشتم دوبله و در سه جلد به نام‌های ماجراهای بتمن ۱: مبارزه با بیگانگان و ماجراهای بتمن ۲ و ماجراهای بتمن ۳ عرضه شد.
- این سریال بصورت کامل توسط سام استدیو دوبله و از طریق نماوا عرضه شد.

## خلاصه داستان
بتمن، بروس وین (با صدای رینو رومانو) ۲۶ ساله است، و بتمن است که به مدت سه سال (قبل از اینکه خود را علناً در قسمت اول نشان دهد)، محافظ گاتهام سیتی، است. به علاوه اینکه در موج خفاشی که با امکانات بسیاری مانند تکنولوژی بالای ماشین خفاشی ابر رایانه‌ها و غار خفاشی تقویت شده به همراه خدمتکار وفادار و قابل اعتماد خود آلفرد پنی ورث (با صدای آلستر دانکن) مخفی شده‌است.

## شخصیت‌ها و صداپیشگان
- رینو رومانو در نقش بتمن / بروس وین
- کوین مایکل ریچاردسون در نقش جوکر
- تام کنی در نقش پنگوئن
- آلستر دانکن در نقش آلفرد پنی ورث
- ایوان سابارا در نقش رابین / دیک گریسون
- استیو هریس در نقش ایتان بنت / صورت گلی
- مینگ نا ون در نقش کاراگاه الن ین
- میت پیلگی در نقش کمیسر گوردون

## جوایز و افتخارات
- بتمن نامزد جایزه آنی برای بهترین تولید تلویزیونی انیمیشن در سال ۲۰۰۵ و ۲۰۰۶ و بهترین موسیقی در یک تولید تلویزیونی در سال ۲۰۰۶ شد.[۳]
- رتبه ۲۲ از از لیست (بهترین سریال‌های ابر قهرمانی)
- بتمن در دوره پنج ساله خود با ۱۲ برد در ۱۲ مسابقه جوایز امی معرفی شد.
- در سال ۲۰۰۵، آن را برای برنامه برجسته انیمیشن کلاس ویژه، یک مجری برجسته در یک برنامه متحرک (کوین مایکل ریچاردسون به عنوان جوکر)، برجسته برجسته در جهت موسیقی و آهنگسازی و آهنگ برجسته و برجسته در زمینه ویرایش صدا - اکشن زنده و انیمیشن (برای که برنده شد)
- در سال ۲۰۰۶، آن را نامزد و برنده برنامه ویژه انیمیشن کلاس ویژه و برجسته برجسته در صدا در حال ویرایش - اکشن زنده و انیمیشن.
- در سال ۲۰۰۷، آن را برای برنامه برجسته انیمیشن کلاس ویژه نامزد دریافت نامزد و برنده برجسته در Sound Editing - اکشن زنده و انیمیشن شد.
- در سال ۲۰۰۸، آن را برای برنامه برجسته انیمیشن کلاس ویژه و مجری برجسته در یک برنامه انیمیشن (کوین مایکل ریچاردسون به عنوان جوکر) نامزد شد، و برنده برجسته در Sound Editing - زنده و انیمیشن زنده، و برجسته برجسته در صدا میکس - اکشن زنده شد و انیمیشن.[۳]
- بتمن همچنین در سال ۲۰۰۵، ۲۰۰۸ و ۲۰۰۹ برای ویرایشگر جلوه‌های جلوه‌های صوتی «۲۰۰۵ جوایز طلایی» به عنوان ویرایشگر صدا حرکت نامزد شد و در سال ۲۰۰۸ برنده شد.

## بتمن علیه دراکولا
در سال ۲۰۰۵ میلادی، یک انیمیشن سینمایی ۸۰ دقیقه ای بر اساس این سریال به نام بتمن علیه دراکولا (به زبان انگلیسی The Batman vs Dracula) ساخته شد. تمامی صداپیشگانی که در این سریال حضور داشتند، در این انیمیشن هم حضور دارند. این انیمیشن نمره ۶٫۶ از ۱۰ از سایت IMDb گرفت و نقد این انیمیشن، مثبت بوده. قرار بود ادامه این انیمیشن به نام بتمن علیه هاش (The Batman vs Hash) ساخته شود ولی لغو شد.

## کمیک
در سال ۲۰۰۴ میلادی هم‌زمان با انتشار این سریال یک مجموعه کمیک یا داستان مصور به نام The Batman: Strikesبر اساس این سریال عرضه شد که هر قسمت ۲۱ صفحه دارد و تعداد جلدهای این کمیک، ۵۰ تا می‌باشد. آخرین جلد این کمیک در اکتبر ۲۰۰۸ منتشر شد.